# Vuelo (álbum)
Vuelo es el primer álbum de estudio del grupo chileno Kudai, lanzado el 13 de julio de 2003 a través del sello discográfico EMI Odeón Chilena. 
El álbum consiguió triple disco de platino en Chile tras vender más de 60 mil copias, convirtiéndose en el disco más vendido del 2005 en ese territorio. Vuelo también fue certificado como disco de oro en Colombia y México, donde se editó después de su publicación original.
Vuelo tuvo varias ediciones especiales entre 2004 y 2006, en las cuales se incluyeron temas extras como: una versión en inglés de «Ya nada queda», remixes de «Escapar» y «Ya nada queda», y las canciones inéditas «Déjame gritar» y «Quiero mis quince», primeros sencillos del álbum sucesor del grupo, Sobrevive (2006).

## Antecedentes
Con la poca cosecha que consiguieron con la banda infantil Ciao, el grupo se refugió en la producción de Gustavo Pinochet, quien había trabajado con artistas conocidos de la época, como la exintegrante de Supernova, Cony Lewin; además de Daniela Aleuy y Daniel Guerrero. El compositor y músico también había abordado el mundo de las telenovelas en títulos como: 16 y Machos. Pinochet dejó de lado su carrera solista para enfocarse en el nuevo proyecto musical representado por el mánager Pablo Vega. El grupo no solo buscaba empatizar con un público infantil sino también con una audiencia juvenil; de esa manera Ciao hizo su transición como grupo infantil a grupo de teen pop llamado Kudai, que en idioma mapudungún significa «joven trabajador», en honor a sus esfuerzos musicales desde niños. 
Aunque Pablo, Nicole, Bárbara y Tomás se conocieron a finales de los años 90 dentro de Ciao, Kudai se formó oficialmente en octubre de 2003. Kudai comenzó a trabajar con varios escritores y abrieron su propio camino con temas inéditos de la autoría de Pinochet, Dr. Alfa, Juan José Aránguiz y Mai.

## Lista de canciones
- Edición estándar

| Vuelo |                            |                               |          |  |
| N.º   | Título                     | Escritor(es)                  | Duración |  |
| 1.    | «Escapar»                  | Gustavo Pinochet              | 4:44     |  |
| 2.    | «Sin despertar»            | Pinochet                      | 3:15     |  |
| 3.    | «Ya nada queda»            | Pinochet                      | 3:44     |  |
| 4.    | «No quiero regresar»       | Pinochet · Juan José Aránguiz | 3:10     |  |
| 5.    | «Más»                      | Pinochet                      | 3:20     |  |
| 6.    | «Que aquí, que allá»       | Pinochet                      | 3:46     |  |
| 7.    | «Quiero»                   | Pinochet                      | 3:26     |  |
| 8.    | «Vuelo»                    | Pinochet · Dr. Alfa · Mai     | 2:58     |  |
| 9.    | «Lejos de la ciudad»       | Pinochet · Dr. Alfa           | 4:04     |  |
| 10.   | «Dulce y violento»         | Pinochet                      | 3:27     |  |
| 11.   | «Escapar» (Acústico)       | Pinochet                      | 3:49     |  |
| 12.   | «Sin despertar» (Acústico) | Pinochet                      | 2:57     |  |
| 13.   | «Algo demás» (Karaoke)     | Pinochet                      | 3:13     |  |
| 45:56 |                            |                               |          |  |

- Edición especial

| Vuelo |                                     |                     |          |  |
| N.º   | Título                              | Escritor(es)        | Duración |  |
| 14.   | «Déjame gritar» (Bonustrack)        | Pinochet · Dr. Alfa | 3:16     |  |
| 15.   | «Ya nada queda» (Versión en inglés) | Pinochet            | 3:44     |  |
| 16.   | «Escapar» (Remix)                   | Pinochet            | 4:33     |  |

| Vuelo |                                  |                     |          |  |
| N.º   | Título                           | Escritor(es)        | Duración |  |
| 14.   | «Quiero mis quince» (Bonustrack) | Pinochet · Aránguiz | 3:26     |  |
| 15.   | «Sin despertar» (Video)          | Pinochet            | 3:15     |  |
| 16.   | «Ya nada queda» (Video)          | Pinochet            | 3:45     |  |
| 17.   | «Escapar» (Video)                | Pinochet            | 4:40     |  |